# Поетична Еда
Поетичната Еда, позната още като Старата Еда, е модерното наименование на колекция нордически стихотворения, които са различни от Прозаичната (или Младата) Еда, написана от Снуре Стурласон. Съществуват няколко версии, всички предимно от текстове от исландския средновековен ръкопис – Codex Regius. Codex Regius е може би най-важният запазен източник на скандинавската митология и германските героични легенди, а от началото на XIX век насам, той има силно влияние върху по-късните скандинавски литератури. Поети, повлияни от Codex Regius са: Вилхелм Екелунд, Аугуст Стриндберг, Дж. Р. Р. Толкин, Езра Паунд, Хорхе Луис Борхес и Карин Бойе.
Codex Regius е написан през XIII век, но нищо не се знае за неговото местонахождение до 1643 г., когато влиза в притежание на Бриньолфур Свейнсон, а след това – на епископа на Скалхолт. По това време версии на Еда са били известни в Исландия, но учени спекулират, че някога е имало друга Еда, Стара Еда, която съдържа езическите поеми, които Снуре цитира в своята Еда.
Епископ Бриньолфур изпраща Codex Regius като подарък на датския крал, откъдето идва и името. В продължение на векове се съхранява в Кралската библиотека в Копенхаген, но е върната обратно в Исландия през 1971 г.

## Композиция
Поемите са съставени в алитерационен стих. Повечето са fornyrðislag, докато málaháttr са често срещан вариант. Останалите, около една четвърт, са съставени в ljóðaháttr. Езикът на поемите е обикновено ясен и неукрасен. Кенинги също са често използвани.

### Авторство
Както повечето от ранната поезия, едическите поеми са менестрелни поеми, предават се орално от певец на певец и от поет на поет през вековете. Нито една от поемите не се приписва на конкретен автор, въпреки че много от тях имат силни индивидуални характеристики и най-вероятно са писани от различни индивиди.

### Дата
Датировката на стихотворенията е източник на оживени научни аргументи за дълго време и до окончателни изводи е трудно да се достигне. Редове от едически стихове понякога се появяват в поеми от известни поети.